# طلاق عاطفی
طلاق عاطفی زمانی اتفاق می‌افتد که زن و مرد در کنار هم به سردی زندگی می‌کنند ولی تقاضای طلاق قانونی نمی‌کنند. داشتن فرزند یا دیدگاه منفی جامعه به طلاق می‌تواند دلیل عدم طلاق قانونی باشد. طلاق عاطفی در واقع اوج نادیده گرفتن زن و مرد در زندگی مشترک است. وقتی هر دو نسبت به هم بی‌تفاوت زیر یک سقف زندگی می‌کنند.

## دلایل طلاق عاطفی
1. عدم تأمین نیازهای عاطفی
2. بی‌توجهی یکی از طرفین
3. مشکلات ارتباطی
4. عدم داشتن احساس تعلق به یکدیگر
5. عدم هم دلی و همراهی
6. رفتارهای خشونت‌آمیز
7. عدم گذران وقت با یکدیگر
8. نارضایتی جنسی
9. بی‌اعتمادی
10. عدم احساس مسئولیت زن یا مرد

## علایم و نشانه‌های طلاق عاطفی
1. یکی از شاخصهای کلیدی در طلاق عاطفی این است که در تنهایی، آرامش بیشتری دارند. کارها و تفریحات مشترک به شدت کم می‌شود و هر کس برنامه زندگی خود را انگار که تنها زندگی می‌کند پیش می‌برد. وقتی تنهایی عادت هر روزه شود، می‌تواند جزء علایم طلاق عاطفی باشد.
2. عدم تمایل به گفت و گو، بی‌توجهی به صحبتهای فرد مقابل، بی‌حوصلگی در گوش دادن و حرف زدن یا سکوت در برابر صحبت‌های همسر یا تلاش برای پایان دادن به مکالمه یا عوض کردن موضوع مکالمه از دیگر علایم طلاق عاطفی است.
3. یکی از علایم دیگر طلاق عاطفی این است که به جای توجه به خواسته‌های همسر، بیشتر به خواسته‌های خود توجه می‌کند، به راحتی احساسات منفی و خشم را بروز می‌دهد، بدون اینکه به احساسات همسرش توجه کند. در قبال اعتراض به بی‌توجهی و سردی، به راحتی مشکل را انکار می‌کند و حتی تمایلی به بحث در مورد آن ندارد.
4. در طلاق عاطفی، رابطه جنسی و ابراز محبت طرفین بسیار کم می‌شود، حرفهای دلپذیر، تمجید و تحسین، تبادل عاطفی چه کلامی چه لمسی، بسیار کاهش پیدا می‌کند.

آسیب طلاق عاطفی در اغلب موارد چند برابر طلاق قانونی است. این که فرد در عین زندگی با فردی دیگر زیر یک سقف، تنهایی و انزوا پیشه کند و رضایتی از زندگی‌اش نداشته باشد، فشار روحی مضاعفی است. بخش اعظم بی‌توجهی زوج‌ها به یکدیگر ناشی از ناآگاهی از مهارت‌های ارتباطی است که مانع از بروز احساسات و عواطف می‌شود یا مانع از بروز عواطف و احساسات به شکل سازنده و سالم می‌شود.